# Піна вогнегасильна
Піна́ вогнегаси́льна (рос. пена огнегасительная; англ. fire (-fighting) foam, нім. Feuerlöschschaum m) — газорідинна суміш, яка використовується для гасіння пожеж легкозаймистих та горючих рідин, а також твердих речовин і матеріалів органічного походження. П.в. поділяється на повітряно-механічну і хімічну.
Найбільш перспективною і поширеною є повітряно-механічна, яка в залежності від піноздатності поділяється на низької, середньої і високої кратності.
Для гасіння пожежі шар П.в. наноситься на поверхню рідини, твердої речовини або матеріалу, що горить. Під впливом високих температур, що супроводжують процес горіння, частина П.в. руйнується. Виділена внаслідок цього вода у вигляді крапельок охолоджує поверхневий шар рідини або матеріалу. Залишена частина П.в. перешкоджає надходженню горючих парів і газів у зону горіння та ізолює горючу речовину від кисню повітря. Для гасіння пожежі необхідно, щоб П.в. покривала всю поверхню речовини, яка горить, і щоб кількість П.в., яка надходить у осередок пожежі, значно перевищувала швидкість її руйнування.

## Піна флуористо-протеїнова
Піна флуористо-протеїнова (рос. пена фтористо-протеиновая; англ. fluoro-protein foam; нім. Fluorproteinschaum m) — один з різновидів піни вогнегасильної, який використовується для гасіння пожеж на шельфових устаткованнях.